# Vývoj myšlení v předškolním věku
Předškolní věk je obdobím ve vývoji dítěte, které je ohraničeno dvěma významnými sociálními milníky. Jeho počátkem je ve většině případů v období tří let nástup do mateřské školy. Konec období je v horizontu zhruba jednoho roku věku u dětí individuální – končí během šestého až sedmého roku věku s nástupem do školy, kdy dítě dosáhne školní zralosti.
V této vývojové fázi dochází ke stabilizaci vlastní pozice ve světě a diferenciaci vztahu ke světu. V poznávání světa u dítěte hraje významnou roli představivost, informace o světě podléhají fantazijnímu zpracování a v uvažování dítěte stále převládá intuice nad logikou. Dítě své představy přizpůsobuje vlastním možnostem poznání a svým aktuálním potřebám. Dítě v předškolním věku stále ulpívá na svém subjektivním pohledu, který mu přináší určitou jistotu. Během období také dochází k podstatnému porozumění vlastním i cizím psychickým projevům – představa o fungování mysli zahrnuje schopnost vnímat lidi jako bytosti, které mají nějaká přání a úmysly, nějak prožívají a uvažují, mají určitou představu o sobě, o druhých a o vztahu s nimi. Uvažují o jejich chování a o jeho příčině. Děti jsou k vytvoření představy o fungování mysli vybaveny vrozenými předpoklady, avšak velmi důležitou roli hraje také získaná zkušenost dětí v sociálních interakcích.
K postupné diferenciaci dochází i v sociální oblasti – v životě dítěte kromě členů rodiny začínají hrát velkou roli vrstevníci, kteří jsou partnery pro dětskou hru a se kterými se dítě učí pěstovat vztahy. V podstatě se jedná o fázi, ve které dochází k přípravě na život ve společnosti. Aby dítě bylo schopné rozvíjet své prosociální chování, je nutné, aby přijalo a respektovalo řád, kterým se na světě v mezilidských interakcích řídíme. Musí se naučit prosadit, přizpůsobovat i spolupracovat. Všechny tyto aspekty se trénují a projevují převážně při sdílené hře s vrstevníky. Kromě hry také v předškolním období dochází k velmi dynamickému vývoji kresby. Hra i kresba jsou neverbální symbolickou funkcí, která u dítěte odráží a vyjadřuje vlastní interpretaci reality, postoje ke světu i k sobě samému.

## Kontext vývojových teorií

### E. H. Erikson: Iniciativa proti vině
Podle Eriksonovy teorie psychosociálního vývoje spadá stádium předškolního věku do třetího období, ve kterém dochází k překonávání psychosociálního konfliktu iniciativa vs. vina. Hlavní "ctností" v tomto období je dosahování cíle a důležitým sociálním aspektem je širší rodina. Otázkou, kterou se dítě zabývá, je, zda je dobré, nebo špatné; zda správně dělá různé věci a jedná. Erikson zdůrazňuje důležitost objevování a hry. Dítě v tomto období touží po převzetí iniciativy, která však může být trestána, což může vést k pocitu viny. V předškolním věku rovněž dochází k dynamickému vývoji odvahy a nezávislosti.
Děti rády užívají různých nástrojů a rády tvoří. Oblíbeným námětem hry je předstírání, že děti vykonávají určité zaměstnání, rády využívají převleků a touží dělat to, co rodiče či paní učitelka ve školce. Často iniciují plánování různých aktivit, plní různé úkoly a čelí jednoduchým výzvám, což jim přináší pocit kontroly nad prostředím. Předškolní věk dětí však díky těmto aspektům může být frustrující pro rodiče a pečující osoby – když děti začnou vyžadovat mít větší kontrolu nad věcmi, které mají dopad na jejich život. Je však důležité, aby rodiče a pečující osoby podporovali u dítěte exploraci a pomáhali mu vhodně se rozhodovat. Pouhým odrazováním dítěte od různých aktivit a lhostejností k potřebám a iniciativám dítěte by totiž mohlo u dítěte způsobit pocity zahanbení a viny, což by mohlo v budoucnosti vést k přespříliš velké závislosti na pomoci ostatních.

### J. Piaget: Předoperační stádium
Pokud vycházíme z Piagetovy periodizace teorie kognitivního vývoje, předškolní věk je obdobím přechodu ze stádia symbolického myšlení do stádia názorného myšlení. Přechod mezi těmito dvěma fázemi spadá do období čtvrtého roku věku. V tuto dobu se také mění způsob, jakým dítě poznává – nejde však o kvalitativní proměnu poznávacích strategií. Poznávání je v tomto věku zaměřováno na nejbližší svět a pochopení pravidel, která v něm platí a která lidé respektují. Předoperační stádium kognitivního vývoje se podle Piageta dělí na dvě subfáze – symbolickou a intuitivní. Piagetova teorie kognitivního vývoje řadí předškolní věk do stádia před konkrétními operacemi.

#### Subfáze symbolického a předpojmového myšlení
Subfáze symbolického a předpojmového myšlení nastává, když se dítě začíná učit mluvit a končí ve věku 4 let – dítě se během ní učí porozumět, pamatovat si a představovat si reprezentace obrazů objektů, aniž by je mělo před sebou. Jedná se o počátek odpoutání se od aktuálního časoprostorového určení. Ačkoliv má dítě vytvořenou představu trvalého předmětu, nedokáže si poradit s předměty příliš časově či prostorově vzdálenými. Například, vidí-li na procházce slimáka, myslí si, že jde stále o toho samého, který se objevuje na různých místech.

#### Intuitivní subfáze
V intuitivní subfázi chce dítě nabýt vědomí, že ví vše a neustále klade otázky typu „Co je to?“. Aktivně užívá pojmy a usuzuje na základě vnímaného či představovaného. Vzrůstá také zájem dítěte o kauzální souvislosti, začíná klást otázky „Proč?“ a „Jak to, že?“. Nejedná se jen o zjišťování příčin, ale i účelu. Podle dítěte totiž v přírodě neexistuje náhoda – vše bylo určitým způsobem a s určitým záměrem vytvořené. Piaget zdůrazňuje, že děti zatím nedokáží provádět mentální operace a respektovat zákony logiky, myšlení je tedy velmi nepřesné a má mnohá omezení. Dítě je schopno vytvářet si ustálené představy a magická přesvědčení. Předškolní děti jsou také výrazně limitovány tím, že nedokáží vidět realitu z různých úhlů pohledu. Jedná se o egocentrické stádium myšlení.
Děti si v tomto období podstatné množství času hrají samy i s vrstevníky, ve hře je silně zapojena představivost. Hra je symbolická – děti si dokáží hrát s hracími kameny pro dámu, které symbolizují svačinu, papíry symbolizujícími talíře a krabicí, která představuje stůl. Piaget pozoroval vývoj hry svých dětí a zjistil, že tato schopnost užívat symbolů jako zástup určitých objektů, se objevuje již zhruba od 2 let věku. Nazývá se sémiotická funkce.

## Způsob nazírání na svět a selekce informací
Výběr informací je v předškolním věku ovlivněn neschopností systematicky zkoumat věci jednu část po druhé, tedy systematické aktivní explorace. Předškolní dítě nedokáže vnímat celek jako soubor jednotlivostí a detailů a také není schopné vnímat souvislosti. Jeho subjektivní pohled převažuje kvalitu objektu. Pracovní paměť nemá dostatečnou kapacitu, není dostatečně rozvinuta pozornost, konkrétně její kapacita, rozdělení pozornosti a její selektivní zaměřování.

### Centrace a poznávací egocentrismus
Centrace je subjektivně podmíněná redukce informací. Je to tendence k ulpívání na jednom, obyčejně percepčně dost nápadném znaku, který je považován za podstatný. To vede k přehlížení jiných, méně výrazných znaků, které jsou však často objektivně významnější.
V předškolním věku u dítěte je myšlení velmi egocentrické. Poznávací egocentrismus se projevuje ulpíváním na vlastním názoru a opomíjením jiných, které mohou být odlišné. Dítě je středem vlastních představ a nebere v potaz jiné úhly pohledu. Vnímá svět jako systém, jehož středem je ono samo, nehledě na to, zda se jedná o svět materiální či sociální. Egocentrické myšlení zahrnuje přesvědčení, že tento názor je jediný možný, dítě předpokládá jeho apriorní platnost a správnost. Dítě nedokáže pochopit, proč by mělo posuzovat situace z různých hledisek. Pokud totiž chybí představa o možné odlišnosti názorů, schází také impulz k hledání objektivní pravdy. Souborný název pro tuto problematiku je Teorie mysli.
Příkladem poznávacího egocentrismu je situace, kdy dítě předškolního věku odpoví kladně na otázku, zda má bratra. Avšak na otázku, zdali má jeho bratr sourozence, odpověděl záporně – dle jeho názoru nemá jeho bratr sourozence, protože v rodině není žádné další dítě. Dalším příkladem může být dítě, které si zakrývá rukama oči, když nechce, aby ho někdo jiný viděl. S egocentrismem je totiž spojena tendence zkreslovat úsudky na základě vlastního postoje a preferencí.

#### Testování
Piaget vyvinul testovou situaci, na které zkoumal pokročilost překonávání egocentrického myšlení. Jedná se například o sadu experimentů s řadou několika předmětů, které pouze mění svoji vizuální podobu, avšak dítě vyhodnocuje tuto změnu jako změnu množství. Opticky totiž vypadá, že vyšší sloupec stejného množství vody přelité před zraky dítěte do užší sklenice znamená, že je vody víc; roztlačená kulička plastelíny na placku také vypadá větší, dítě si tedy myslí, že je v placce plastelíny víc, aniž by bralo v úvahu, že tu stejnou kuličku před ním experimentátor rozplácnul; v řadě pěti mincí, ve které experimentátor jen zvětší rozestupy mezi mincemi, také podle dítěte obsahuje více mincí, nehledě na stále stejný počet.
Pro testování pokročilosti osvojení si faktu, že ostatní lidé mohou mít jiný náhled na realitu a schopnost chápat přesvědčení ostatních, byla taktéž vyvinuta řada experimentů. Jedná se například o Piagetův Three Mountain Problem, Sally–Anne test, False-photograph Task nebo Smarties Task.

### Prezentismus
Prezentismus je přetrvávající vázanost na přítomnost, na aktuální podobu světa, která s prezentismem souvisí. Důležité je, že aktuálně vnímaný obraz světa představuje subjektivní jistotu – dítě ji vidí teď a tady a může se o tom opakovaně na vlastní oči přesvědčovat.

### Fenomenismus
Fenomenismus je důraz na určitou, zjevnou podobu světa a její představu. Dítě vnímá věci takové, jaké se nám zdají být, svět je takový, jak vypadá – jeho podstatu dítě ztotožňuje s viditelnými znaky. Dítě například nedokáže pochopit, že žralok či velryba nejsou ryby.

## Mechanismy zpracování informací

### Magičnost
Magičnost je tendence podpírat interpretaci dění v reálném světě fantazijními procesy, čímž dochází k určitému zkreslení jeho poznání. Předškolní děti však ještě mezi realitou a fantazijní produkcí nedokáží příliš dobře rozlišovat. Může se stát, že dítě v této fázi mohou rodiče či kolektiv nařknout ze lhaní o nejrůznějších věcech, je však nutné neustále brát ohled na to, že předškolní děti doplňují neúplnou a nedokonale jasnou mozaiku interpretace reality právě fantazijními produkcemi, které by však měly postupně během zrání vymizet. V této fázi však pomáhají dítěti mít pocit, že světu kolem sebe rozumí.

### Antropomorfismus (Animismus)
Antropomorfismus je přičítání vlastností živých bytostí neživým objektům. Pro dítě je snazší porozumět světu, když ho interpretuje tímto způsobem. Jako model, podle kterého analogicky vysvětluje různé dění, je jeho vlastní prožívání a chování. Dítě v předškolním věku dokáže rozlišit živé a neživé, avšak neustále jsou schopny tyto rozdíly přehlížet a očekávat od neživých věcí projevy živých objektů. Předškolní chlapec ostříhal plyšové kočce chlupy a nedovedl pochopit, proč se jeho matka zlobí – jeho argumenty byly, že jí přece chlupy znovu narostou, stejně jako jemu rostou vlasy.
Předškolní dítě dále podléhá přesvědčení, že fyzikální pohyb a proměny také sledují určité cíle a jsou nějakým způsobem motivovány – např. slunce jde po obloze, řeka běží přes kameny a utíká do moře.

### Arteficialismus
Arteficialismus je způsob, kterým předškolní dítě vykládá vznik okolního světa a jeho typických znaků – někdo jej udělal, rozumí se, že to byl nejspíše nějaký člověk. Hvězdy a měsíc umístil na oblohu, napustil vodu do rybníka, vysázel kameny, ze kterých vyrostly hory, atd.

### Absolutismus
Absolutismus je přesvědčení, že každé poznání musí mít definitivní a jednoznačnou platnost. Je dalším z projevů dětské potřeby být si jist. Relativitu názorů dospělých si děti nedokáží nijak vyložit. Vágnerová uvádí příklad, že dítě odmítá reklamu, která tvrdí, že zubní pasta značky X je nejlepší, protože chvíli předtím slyšelo, že nejlepší zubní pasta je zubní pasta Y.